# Know No Better
Know No Better EP – czwarty minialbum grupy muzycznej Major Lazer, wydany 3 czerwca 2017 roku przez Mad Decent.

## Lista utworów
1. "Know No Better" (feat. Travis Scott, Camila Cabello & Quavo) - 3:45
2. "Buscando Huellas" (feat. J Balvin & Sean Paul) - 2:53
3. "Particula" (feat. DJ Maphorisa, Nasty C, Ice Prince, Patoranking & Jidenna) - 3:24
4. "Jump" (feat. Busy Signal) - 3:03
5. "Sua Cara" (feat. Anitta & Pabllo Vittar) - 2:47
6. "Front of the Line" (feat. Machel Montano & Konshens) - 3:45